# داریل هانا (بازیگر)
داریل کریستین هانا (به انگلیسی: Daryl Christine Hannah) (زاده ۳ دسامبر ۱۹۶۰) بازیگر آمریکایی است.
وی بیشتر به خاطر حضور در فیلم‌های وال‌استریت، ماگنولیاهای فولادی، بیل را بکش بخش ۱ و هم چنین بیل را بکش بخش ۲، ارواح والا، شلپ شلوپ، حمله زن ۵۰ فوتی، مرد نان‌زنجبیلی، کانتری سخت، رکسان، ترافیک پوست، هجوم کوسه‌ها، بزرگ خالی، پول کثیف، رقص در بلو ایگوانا، ترقی گاوچران، خانه نوزادان و بلید رانر مشهور است.